# 26ste Oscaruitreiking
De 26ste Oscaruitreiking, waarbij prijzen worden uitgereikt aan de beste prestaties in films in 1953, vond plaats op 25 maart 1954 in het Pantages Theatre in Hollywood, Californië. De ceremonie werd gepresenteerd door Donald O'Connor en Fredric March.
De grote winnaar van de 26ste Oscaruitreiking was From Here to Eternity, met in totaal 12 nominaties en 8 Oscars.

## Winnaars

### Films
| Categorie          | Winnaar               | Regie          |
| ------------------ | --------------------- | -------------- |
| Beste Film         | From Here to Eternity | Fred Zinnemann |
| Beste Documentaire | The Living Desert     | James Algar    |

### Acteurs
| Categorie                  | Winnaar        | Film                  |
| -------------------------- | -------------- | --------------------- |
| Beste Mannelijke Hoofdrol  | William Holden | Stalag 17             |
| Beste Vrouwelijke Hoofdrol | Audrey Hepburn | Roman Holiday         |
| Beste Mannelijke Bijrol    | Frank Sinatra  | From Here to Eternity |
| Beste Vrouwelijke Bijrol   | Donna Reed     | From Here to Eternity |

### Regie
| Categorie       | Winnaar        | Film                  |
| --------------- | -------------- | --------------------- |
| Beste Regisseur | Fred Zinnemann | From Here to Eternity |

### Scenario
| Categorie                | Winnaar                                        | Film                  |
| ------------------------ | ---------------------------------------------- | --------------------- |
| Beste Origineel Scenario | Charles Brackett Walter Reisch Richard L.Breen | Titanic               |
| Beste Bewerkt Scenario   | Daniel Taradash                                | From Here to Eternity |

### Speciale prijzen
| Categorie                         | Winnaar                                                                      |  |
| --------------------------------- | ---------------------------------------------------------------------------- |  |
| Honorary Award                    | Pete Smith, Joseph Breen, Bell and Howell Co. en 20th Century-Fox Film Corp. |  |
| Irving G. Thalberg Memorial Award | George Stevens                                                               |  |